# Ammothella omanensis
Ammothella omanensis is een zeespin uit de familie Ammotheidae. De soort behoort tot het geslacht Ammothella. Ammothella omanensis werd in 1992 voor het eerst wetenschappelijk beschreven door Stock. 